# 전소니
전소니(1991년 3월 20일 ~ )는 대한민국의 배우이다.

## 학력
- 상명대학교 사범대학 부속여자고등학교 (졸업)
- 서울예술대학교 방송연예과 예술경영전공 전문학사 (졸업)

## 배우 활동
2014년 서울예술대학교 방송영상(방송연예)과에 재학 중 단편영화 〈사진〉으로 데뷔했다.
2017년 8월 3일에 개봉한 영화 〈여자들〉에 소니 역으로 출연했다.
2018년 1월, 《씨네21》 1140호에서 ‘2018년 가장 주목할 만한 신예배우’ 중 한 명으로 선정되었다.

## 작품 목록

### 영화
- 2014년 영화 《사진》
- 2015년 영화 《외출》
- 2016년 영화 《쉬운 일 아니에요》
- 2016년 영화 《어떤 알고리즘》 ... 윤정 역
- 2017년 영화 《찌르다》
- 2017년 영화 《여자들》 ... 소니 역
- 2018년 영화 《선물》
- 2018년 영화 《무영》
- 2018년 영화 《죄 많은 소녀》 ... 경민 역
- 2019년 영화 《악질경찰》 ... 장미나 역
- 2019년 영화 《밤의 문이 열린다》 ... 유효연 역
- 2023년 영화 《소울메이트》 ... 하은 역

### 드라마
| 연도 | 방송사/채널 | 제목                                                    | 역할        | 비고                 |
| ---- | ----------- | ------------------------------------------------------- | ----------- | -------------------- |
| 2015 | 72초TV      | 두 여자 deux yeoza 시즌1 EP1 표예진 최승윤의 환불 원정! | SAMZA       | 웹드라마             |
| 2016 | 72초TV      | 호러 딜리버리 서비스                                    |             | 웹드라마             |
| 2016 | 72초TV      | 72초 드라마 시즌3 EP8 혼자가 아닐 때도 있다             |             | 웹드라마             |
| 2018 | tvN         | 남자친구                                                | 조혜인      |                      |
| 2019 | tvN         | 남자친구                                                | 조혜인      |                      |
| 2020 | tvN         | 화양연화 - 삶이 꽃이 되는 순간                          | 어린 윤지수 | (이보영 아역)        |
| 2021 | tvN         | 당신의 운명을 쓰고 있습니다                             | 고채경      | 웹드라마             |
| 2023 | tvN         | 청춘월담                                                | 민재이      | 데뷔 후 사극 첫 출연 |
| 2024 | Netflix     | 기생수: 더 그레이                                       | 정수인      |                      |
| 2025 | Netflix     | 멜로무비                                                | 손주아      |                      |
| 2025 | Netflix     | 당신이 죽였다                                           | 은수        |                      |

### 뮤직비디오
| 연도 | 가수            | 곡명                 | 비고                                                                             |
| ---- | --------------- | -------------------- | -------------------------------------------------------------------------------- |
| 2016 | CHEEZE          | 어떻게 생각해        | CHEEZE / 치즈 - ‘어떻게 생각해 (How Do You Think)’ Official Music Video - 유튜브 |
| 2022 | 강민경 X 최정훈 | 우린 그렇게 사랑해서 | [ 10 ]                                                                           |

### 그 외
| 연도 | 제목                                          | 비고                                                   |
| ---- | --------------------------------------------- | ------------------------------------------------------ |
| 2016 | Something to Someone - A.so goodbye           | Something to Someone - A.so goodbye - 비메오           |
| 2016 | 누군가에게 무엇이 되어 - Something to Someone | 누군가에게 무엇이 되어 - Something to Someone - 비메오 |

## 수상 및 후보
| 연도 | 시상식                                     | 부문                         | 작품              | 결과 |
| ---- | ------------------------------------------ | ---------------------------- | ----------------- | ---- |
| 2019 | 제19회 디렉터스 컷 어워즈                  | 올해의 새로운 여자배우상     | 악질경찰          | 후보 |
| 2020 | 제7회 들꽃영화상                           | 조연상                       | 밤의 문이 열린다  | 후보 |
| 2020 | 제29회 부일영화상                          | 여우조연상                   | 밤의 문이 열린다  | 후보 |
| 2023 | 제43회 황금촬영상                          | 심사위원 특별상              | 소울메이트        | 수상 |
| 2024 | 제3회 청룡 시리즈 어워즈                   | 신인여우상                   | 기생수: 더 그레이 | 후보 |
| 2024 | 제6회 아시아콘텐츠어워즈 & 글로벌OTT어워즈 | 여자 신인연기상              | 기생수: 더 그레이 | 후보 |
| 2025 | 제23회 디렉터스 컷 시상식                  | 시리즈부문 올해의 여자배우상 | 기생수: 더 그레이 | 후보 |